# Eretmapodites dundo
Eretmapodites dundo är en tvåvingeart som beskrevs av Cunha Ramos 1991. Eretmapodites dundo ingår i släktet Eretmapodites och familjen stickmyggor.
Artens utbredningsområde är Angola. Inga underarter finns listade i Catalogue of Life.